# Janalibandali
Janalibandali (nep. जनलिबंदली) – gaun wikas samiti w zachodniej części Nepalu w strefie Seti w dystrykcie Achham. Według nepalskiego spisu powszechnego z 2011 roku liczył on 648 gospodarstw domowych i 3304 mieszkańców (1862 kobiety i 1442 mężczyzn).